# Telodorcus nitidus
Telodorcus nitidus is een keversoort uit de familie vliegende herten (Lucanidae). De wetenschappelijke naam van de soort is voor het eerst geldig gepubliceerd in 1877 door Kirsch.